# Dávid Nagy
Dávid Nagy, född den 14 juli 1999, är en ungersk fäktare.

## Karriär
Dávid Nagy ingick i det ungerska laget som tog guld i värja vid OS 2024.